# الخربة (ناطع)

تعديل مصدري - تعديل

الخربة هي إحدى قرى عزلة ريمة بمديرية ناطع التابعة لمحافظة البيضاء، بلغ تعداد سكانها 46 نسمة حسب تعداد اليمن لعام 2004.